# Grand Theft Auto (jeu vidéo)
Pour les articles homonymes, voir Grand Theft Auto et GTA.
Grand Theft Auto (souvent et communément abrégé en GTA) est un jeu vidéo d'action-aventure développé par DMA Design, sorti sur MS-DOS, Microsoft Windows et macOS en novembre 1997, puis porté sur PlayStation en février 1998. Il s'agit de l'épisode originel qui donnera son nom à une série désormais culte du domaine vidéoludique. Le joueur incarne un malfrat ayant pour objectif de commettre des vols à main armée tout en parcourant une ville dans divers véhicules terriens, marins ou aériens.
Le jeu est réédité sur Game Boy Color en novembre 1999. La version Windows du jeu est mise à disposition gratuitement sur le site web officiel de Rockstar Games depuis 2004,, mais n'est plus actuellement en service. Elle est ensuite mise à disposition sur Steam le 4 janvier 2008.

## Système de jeu
Le joueur incarne un gangster dont le but principal est de se faire un nom dans le milieu du grand banditisme en effectuant diverses missions attribuées par des malfrats. Dans ces diverses missions, le joueur doit commettre des vols à main armée tout en parcourant une ville dans divers véhicules terriens, marins ou aériens, incluant voitures, motos, avions, ou bateaux. L'action se déroule successivement dans deux villes que sont Liberty City, Vice City ainsi que l’état de San Andreas. Graphiquement, le jeu mélange des éléments 2D (apparaissant dès le premier jeu) et 3D (apparaissant dès le quatrième jeu (Grand Theft Auto III en abrégé GTA 3)).

## Développement
Grand Theft Auto est développé pendant quatre ans, un délai périlleux durant lequel le jeu faillit ne pas aboutir. Le jeu était originellement intitulé Race'n'Chase avant qu'il ne soit renommé par Dan et Sam Houser. Il est initialement prévu pour une sortie sur MS-DOS, Windows 95, PlayStation, Sega Saturn et Nintendo 64. Cependant, il ne verra jamais le jour sur Nintendo 64.
Un document de design original datant du 22 mars 1995 est posté par Mike Dailly le 22 mars 2011,,. L'auteur du document crédité est K.R. Hamilton, et sa version est 1.05. Il contient de nombreuses informations concernant les éléments du jeu débattu lors de réunion du 23 janvier 1995 jusqu'à son écriture qui contiendrait quelques similitudes avec le jeu vidéo Miami Vice sur Commodore 64.
Grand Theft Auto est conçu en parallèle de Kid Kirby de 1993 à 1997. Ce dernier est un projet de jeu vidéo de plates-formes de la série Kirby annulé, une collaboration entre Nintendo et le studio DMA Design. À ce moment-là, c'est un prototype sur consoles 8 et 16-bits, un simple jeu de policiers et voleurs en vue de dessus. Celui-ci est pensé comme un Pac-Man urbain, à partir d'une démo technique permettant d'émuler des gratte-ciel en trois dimensions, depuis une vue aérienne. Sam Houser, fondateur et directeur de Rockstar Games arrive sur le projet quelques jours avant sa commercialisation et prend le contrôle du développement. Le jeu est réorienté sur la thématique du monde ouvert aux aspects cinématographiques. D'un autre côté Dave Jones est poussé vers la sortie. Le jeu sort pour la première fois le 28 novembre 1997. 

## Bande-son
Grand Theft Auto possède sept « chaînes de radio » ; cependant, chaque véhicule ne peut recevoir qu'un nombre limité de ces chaînes. Dans la version PlayStation, seules deux chaînes de radio sont disponibles. Le titre d'introduction du jeu s'intitule Gangster Friday de Craig Conner, crédité dans le jeu à un groupe fictif du nom de Slumpussy, et est joué sur N-CT FM. À l'exception de Head Radio FM, le titre des chansons n'est jamais révélés dans le jeu. Cependant, la liste des titres est fournie dans le manuel accompagnant le jeu.

## Personnages
8 personnages sont disponibles (le joueur à la possibilité de changer leur nom) : Bubba, Divine, Katie, Kivlov, Mikki, Travis, Troy et Ulrika. Le joueur rencontre de nombreux personnages au cours de ses missions : Robert Seragliano (chef présumé du Vercotti Gang), Uncle Fu (chef de son propre gang), El Burro (chef du gang des Diablos), Samuel Deever (officier du Vice City Police Department corrompu), et Brother Marcus (chef de la Brotherhood of Jah Army of Love).

## Accueil
Le jeu est un succès commercial, bien qu'il soit accueilli d'une manière mitigée à sa sortie en 1997. Le jeu est l'un des mieux vendus au Royaume-Uni.
GameSpot explique que même si les graphismes ne semblent « pas terribles », la musique et les effets sonores sont tout l'inverse, et félicite les chaînes de radio et les effets sonores des ouvertures et fermetures des portières. Il loue également la liberté du jeu. Video Games Blogger félicite le jeu pour son « fun », le son, l'ingéniosité et la « rejouabilité », mais juge les graphismes mauvais.